# Березенський Вадим Миколайович
Вади́м Микола́йович Березе́нський (нар. 1984 — 19 листопада 2018) — майор Державної прикордонної служби України.

## Життєпис
Народився 1984 року в місті Ізяслав (Хмельницька область).
Закінчив Національну академію ДПСУ ім. Б. Хмельницького, факультет підготовки керівних кадрів — за спеціальністю «безпека державного кордону».
Майор ДПСУ, начальник ВПС «Ділове» Мукачівського прикордонного загону — очолив відділ 6 листопада 2018 року, до того був начальником ВПС «Чоп» Чопського прикордонного загону.
15 листопада 2018 року пізно увечері під час проведення сумісної з румунськими прикордонниками операції з припинення діяльності контрабандистів, неподалік річки Тиса українські прикордонники затримали чоловіка в гідрокостюмі із великою сумкою грошей. Під час первинного опитування затриманого на керівника відділу «Ділове» інша невідома особа здійснила наїзд автомобілем «Ауді». Внаслідок наїзду офіцер-прикордонник зазнав важких травм: важкий травматичний шок, політравма грудної клітки та органів черевної порожнини. Перебував у реанімаційному відділенні Рахівської ЦРЛ в стані коми. Водій після нападу втік, але його особу встановили і 17 листопада він був затриманий.
Помер 17 листопада 2018-го. 19 листопада 2018 року похований на Центральному кладовищі Ізяслава, Алея почесних поховань. На прощанні з Вадимом був присутній Голова ДПСУ Петро Цигикал.
Без Вадима лишились батьки, дружина, син і донька.

## Нагороди та вшанування
Указом Президента України № 376/2018 від 19 листопада 2018 року «за особисту мужність і самовіддані дії, виявлені у захисті державного суверенітету та територіальної цілісності України, зразкового виконання військового обов'язку» — нагороджений орденом Богдана Хмельницького III ступеня (посмертно).